# 湖南都市职业学院
28°13′50″N 113°10′58″E / 28.2306°N 113.182869°E
湖南都市职业学院位于湖南省长沙市远大三路黄花国际空港工业园，为湖南省一所民办高等专科大学。

## 学校院系
湖南都市职业学院拥有6个系，1个部。
| 湖南都市职业学院 | 湖南都市职业学院 |
| 院系             |                  |
| ---------------- | ---------------- |
| 院系             | 航空服务系       |
| 院系             | 印刷技术系       |
| 院系             | 建筑工程系       |
| 院系             | 机电工程系       |
| 院系             | 经济管理系       |
| 院系             | 计算机科学系     |
| 部               |                  |
| 基础课部         |                  |

## 学校文化

### 校训
勤奋、求知、创新、实用

### 办学理念
“教学为中心，以服务为宗旨，以育人为目的，以就业为导向”

### 办学方针
“依法办学，从严治校”